# Jack Lindquist
Pour les articles homonymes, voir Lindquist.
Jack Lindquist (15 mars 1927, Chicago - 28 février 2016, Anaheim) est le premier directeur publicitaire des studios Disney et l'un des présidents de Disneyland Inc,.

## Biographie
En 1955, il est engagé comme directeur du service publicitaire du parc Disneyland.
En 1971, il obtient en plus le poste de directeur publicitaire de Walt Disney World Resort.
En octobre 1990, il est nommé président de Disneyland Inc et conserve ce poste jusqu'à sa retraite en 1993.
Il a été gratifié d'une dédicace sur l'une des fenêtres de Main Street, USA à Disneyland avec le texte : 
J. B. Lindquist - Honorary Mayor of Disneyland - Jack of All Trades. Master of Fun
En 1994, il a été nommé Disney Legends.